# Sinopodisma shirakii
Sinopodisma shirakii är en insektsart som först beskrevs av Tinkham 1936.  Sinopodisma shirakii ingår i släktet Sinopodisma och familjen gräshoppor. Inga underarter finns listade i Catalogue of Life.